# Trójkąt Bermudzki

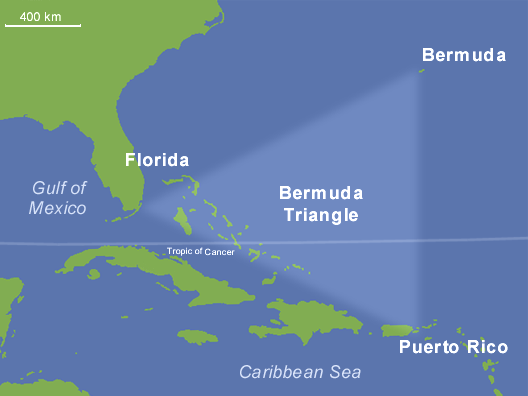
Najczęściej opisywana lokalizacja Trójkąta

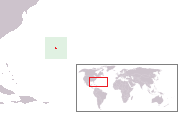
Lokalizacja Bermudów

Trójkąt Bermudzki (ang. Bermuda Triangle), znany również jako Trójkąt Diabła (ang. Devil's Triangle) – nazwa obszaru Atlantyku, w rejonie Bermudów, przez fascynatów zjawisk paranormalnych uznawanego za miejsce wielu niewyjaśnionych zaginięć statków, jachtów i samolotów (uważają oni, iż na tym obszarze mają miejsce zjawiska łamiące prawa fizyki, wykrywana jest obecność tak zwanych „obcych” – co ma ich zdaniem wyjaśniać rzekomo niewytłumaczalne zdarzenia). Nie istnieje jeden ustalony kształt trójkąta, jego kształt opisywany jest różnie w poszczególnych legendach miejskich. Według statystyk w tym obszarze nie ginie więcej niż średnia liczba obiektów znikających w innych rejonach Atlantyku.

## Legenda Trójkąta Bermudzkiego
Według Lawrence’a Davida Kuschego, pracownika biblioteki Uniwersytetu Stanowego Arizony, który szczegółowo zbadał źródła, ojcem pojęcia Trójkąt Bermudzki jest Vincent Gaddis, który użył go w artykule The deadly Bermuda Triangle w czasopiśmie „Argosy” w 1964 roku.
W 1965 roku Gaddis opublikował książkę Invisible horizons, w której zajął się tą legendą. Po nim wielu innych autorów próbowało uzyskać sławę zajmując się tym tematem.
W zależności od autora, wielkość Trójkąta Bermudzkiego jest różna. Niektórzy rozszerzają ją aż do wybrzeży Irlandii. Zazwyczaj jednak mowa jest o trójkącie między Miami, Puerto Rico i Bermudami, który to teren jest bardzo często uczęszczany przez statki i samoloty.
Legenda narodziła się wraz z historią zniknięcia eskadry pięciu amerykańskich samolotów torpedowo-bombowych Grumman TBF Avenger 5 grudnia 1945 u wybrzeży Florydy (słynny lot 19). Opisane to zostało w magazynie „American Legion” przez Allena Eckerta w artykule Tajemnica zaginionego patrolu. Eckert nigdy nie potrafił podać źródeł swojego twierdzenia.
Lawrence David Kusche i Jules Metz dogłębnie zbadali tę historię, analizując 500 stron oficjalnego raportu. Stwierdzają w nim, że był to tragiczny wypadek, jeden z najtragiczniejszych wypadków lotnictwa wojskowego w czasach pokoju, ale spowodowany przyczynami naturalnymi.
W 1492 roku Krzysztof Kolumb, według swojej relacji, zaobserwował w okolicach Trójkąta „dziwne, tańczące na horyzoncie światła”, oraz nietypowe odczyty kompasu.

## Wydarzenia łączone z istnieniem Trójkąta Bermudzkiego
| Data                 | Wydarzenie |
| -------------------- | --- |
| 1779                 | zaginięcie brygantyny „Polly” którą podróżował wraz z żoną Thomas Lynch Jr. |
| sierpień 1800        | zaginięcie 40-działowej fregaty „Insurgent” z 340 osobami na pokładzie |
| 1800                 | zaginięcie amerykańskiego szkunera „Pickering” płynącego z Gwadelupę do Delaware wraz z 90 osobami na pokładzie |
| grudzień 1812        | zaginięcie statku „Patriot” z Theodosią Burr Alston – córką amerykańskiego polityka Aarona Burra |
| wrzesień 1814        | zaginięcie amerykańskiego slupa wojennego „Wasp” z 140 osobami na pokładzie |
| 1815                 | zaginięcie statku „Epervier” wiozącego traktat pokojowy kończący II wojnę berberyjską |
| 1824                 | zaginięcie amerykańskiego szkunera „Wildcat” z 31 osobami na pokładzie |
| sierpień 1840        | odnalezienie opuszczonego dużego francuskiego żaglowca „Rosalie” |
| kwiecień 1854        | zaginięcie statku „Bella” |
| 1855                 | odnalezienie dryfującego opuszczonego szkunera „James B. Chester” |
| 1866                 | zaginięcie szwedzkiego barku „Lotta” |
| 1868                 | zaginięcie hiszpańskiego frachtowca „Viego” |
| grudzień 1872        | odnalezienie opuszczonej niewielkiej brygantyny „Mary Celeste” |
| luty 1880            | zaginięcie brytyjskiego żaglowca szkolno-treningowego „Atalanta” z 281 osobami na pokładzie |
| 1881                 | napotkanie przez angielski statek „Ellen Austin” opuszczonego szkunera |
| 1884                 | zaginięcie włoskiego szkunera „Miramon” |
| luty 1886            | zaginięcie austro-węgierskiego statku „Miroslav” płynącego z Delaware do Rijeka |
| październik 1902     | odnalezienie opuszczonego niemieckiego barku „Freya” |
| listopad 1909        | zaginięcie jachtu „Spray” z Joshua Slocumem – pierwszym człowiekiem, który samotnie opłynął świat |
| marzec 1917          | zaginięcie 1579-tonowego frachtowca „Timandra” płynącego z Norfolk do Buenos Aires z 21 osobami na pokładzie |
| marzec 1918          | zaginięcie wielkiego amerykańskiego węglowca „Cyclops” (wyporność 19600 ton) z 306 osobami na pokładzie |
| styczeń 1921         | zaginięcie masowca „Hewitt” płynącego z Teksasu do Portland w Maine |
| styczeń 1921         | odnalezienie pięciomasztowego, amerykańskiego szkunera „Carroll A. Deering” bez załogi |
| kwiecień 1925        | zaginięcie japońskiego parowca „Raifuku Maru” |
| grudzień 1925        | zaginięcie amerykańskiego parowca „Cotopaxi” podczas rejsu z Charlestonu do Hawany; odnaleziony w 2020 |
| marzec 1926          | zaginięcie parowego frachtowca „Suduffco” |
| październik 1931     | zaginięcie norweskiego statku „Stavenger” |
| kwiecień 1932        | odnalezienie 50 mil na południe od Bermudów opuszczonego, dwumasztowego, szkunera rybackiego „John & Mary” |
| sierpień 1935        | odnalezienie opuszczonego przez załogę amerykańskiego jachtu „La Dahama” |
| marzec 1938          | zaginięcie 5500-tonowego brytyjskiego frachtowca „Anglo Australian” płynącego z Cardiff w Walii do Kolumbii Brytyjskiej z 38 osobami na pokładzie                                                                            |
| luty 1940            | odnalezienie zniszczonego szkunera „Gloria Colita” bez załogi |
| listopad 1941        | zaginięcie amerykańskiego frachtowca „Proteus” z 58 osobami na pokładzie |
| grudzień 1941        | zaginięcie amerykańskiego frachtowca „Nereus” z 61 osobami na pokładzie |
| październik 1944     | odnalezienie opuszczonego przez załogę kubańskiego statku „Rubicon” |
| grudzień 1945        | zaginięcie pięciu amerykańskich samolotów torpedowo-bombowych Grumman TBF Avenger oraz wysłanego na ratunek hydroplanu Martin Mariner PBM-5.                                                                                 |
| grudzień 1946        | odnalezienie opuszczonego szkunera „City Belle” |
| 5 grudnia 1947       | zaginięcie amerykańskiego bombowca typu Superforteca |
| 30 stycznia 1948     | zaginięcie lecącego z Londynu do Hawany samolotu „Star Tiger” typu Avro Tudor IV |
| marzec 1948          | zaginięcie Alberta Snidera – znanego amerykańskiego dżokeja podczas wędkowania z niewielkiej łodzi w pobliżu Florydy |
| 28 grudnia 1948      | zaginięcie samolotu DC-3 lecącego z San Juan (Portoryko) do Miami na Florydzie w odległości ok. 50 mil od celu podróży |
| 17 stycznia 1949     | zaginięcie samolotu „Star Ariel” (typ: Avro Tudor IV) podczas lotu z Bermudów na Jamajkę |
| styczeń 1950         | zaginięcie amerykańskiego samolotu transportowego C-124 Globemaster z 53 ludźmi na pokładzie |
| czerwiec 1950        | zaginięcie kostarykańskiego motorowca „Sandra” wraz z jedenastoosobową załogą |
| luty 1953            | zaginięcie brytyjskiego samolotu transportowego typu York z 39 osobami na północ od Trójkąta Bermudzkiego |
| październik 1954     | zaginięcie amerykańskiego wojskowego samolotu transportowego Super Constellation (lot 441) z 42 osobami na pokładzie |
| grudzień 1954        | zaginięcie przewożącego siarkę statku „Southern Districts” z 24-osobową załogą |
| wrzesień 1955        | odnalezienie w okolicach Bermudów opuszczonego przez załogę, dwudziestodwumetrowego jachtu „Connemara IV” |
| 9 listopada 1956     | zaginięcie patrolowego bombowca amerykańskiej marynarki wojennej typu Martin Marlin P-5M z dziesięcioosobową załogą |
| styczeń 1958         | zaginięcie jachtu „Revonoc” dowodzonego przez doświadczonego żeglarza i milionera Harveya Conovera |
| styczeń 1962         | zaginięcie amerykańskiej latającej cysterny typu KB-50 wraz z dziewięcioosobową załogą podczas lotu z bazy lotniczej Langey na Azory                                                                                         |
| luty 1963            | zaginięcie w okolicach Florydy amerykańskiego statku do przewozu płynnej siarki „Marine Sulphur Queen” wraz z liczącą 39 osób załogą                                                                                         |
| lipiec 1963          | zaginięcie na Morzu Karaibskim statku „Sno’Boy” z 55 pasażerami |
| 28 sierpnia 1963     | katastrofa dwóch amerykańskich latających cystern KC-135 na południowy zachód od Bermudów |
| 1964                 | zaginięcie kecza „Dancing Feathers” |
| czerwiec 1965        | zaginięcie wojskowego samolotu Fairchild C-119 Flying Boxcar z dziesięcioma osobami na pokładzie w okolicy południowych Bahamów                                                                                              |
| styczeń 1967         | zaginięcie w przeciągu tygodnia trzech małych samolotów pasażerskich wraz z pilotami i łącznie ośmioma pasażerami. |
| grudzień 1967        | zaginięcie łodzi spacerowej „Witchcraft” z dwoma pasażerami, w odległości ok. 1 mili od Miami Beach |
| maj 1968             | zatonięcie amerykańskiego okrętu podwodnego z napędem atomowym „Scorpion” w odległości ok. 400 mil na południowy zachód od Azorów                                                                                            |
| lipiec 1969          | odnalezienie pięciu opuszczonych jachtów, w tym trimaranu „Teignmouth Electron”, na którym Donald Crowhurst brał udział w regatach samotnych żeglarzy dookoła świata                                                         |
| listopad 1970        | zaginięcie awionetki typu Piper Comanche lecącej z lotniska West Palm Beach na Jamajkę. |
| październik 1971     | zaginięcie na Morzu Karaibskim dominikańskiego statku „El Caribe” z 30 osobami na pokładzie |
| 27 października 1971 | odnalezienie jachtu rybackiego „Lucky Edur” |
| 21 marca 1973        | zaginięcie 541-stopowego węglowca „Anita” w pobliżu Norfolk w drodze do Niemiec |
| marzec 1974          | zaginięcie 54-metrowego luksusowego jachtu „Saba Bank” podczas rejsu po Bahamach z 4 załogantami |
| 24 lipca 1974        | zaginięcie jachtu „Dutch Treat” płynącego z Miami do Cat Cays |
| 24 czerwca 1975      | zaginięcie jachtu „Meridian” płynącego z Norfolk na Bermudy |
| październik 1976     | zaginięcie 150-metrowego roporudomasowca „Sylvia L. Ossa” wraz z liczącą 37 osób załogą |
| listopad 1977        | zaginięcie szkunera „L'Avenir” |
| 3 listopada 1978     | zaginięcie lotu 912 Eastern Caribbean Airways lecącego z St. Croix do St. Thomas, niedługo po dostrzeżeniu go przez wieżę kontrolną                                                                                          |
| 12 stycznia 1980     | zaginięcie statku „Sea Quest” z 11 osobami na pokładzie |
| 26 października 1980 | zaginięcie 520-stopowego transportowca „Poet” płynącego z Filadelfii do Port Said w Egipcie wraz z 34-osobową załogą |
| 26 lipca 1982        | odnalezienie opuszczonego amerykańskiego jachtu „Penetration” na północ od Morza Sargassowego |
| 26 lutego 1983       | odnalezienie opuszczonego statku rybackiego „Sea Lure” |
| 31 marca 1984        | zaginięcie lotu 201 Vanishes lecącego na Bimini. Nie wysłano żadnego sygnału o pomoc |
| 27 października 1992 | zaginięcie statku rybackiego „Mae Doris” z 4 załogantami, na południe od Cape May |
| 14 października 1996 | zaginięcie 65-metrowego jachtu „Intrepid” ok. 30 mil od Fort Pierce na Florydzie |
| 2 stycznia 1998      | odnalezienie opuszczonego statku rybackiego „Grumpy” |
| listopad 1998        | zaginięcie 74-metrowego statku „Interlude” |
| 15 kwietnia 1999     | zaginięcie 85-metrowego trawlera krewetkowego „Miss Fernandina” w pobliżu Flagler Beach na Florydzie |
| 23 kwietnia 1999     | zaginięcie statku motorowego „Genesis” płynącego z Port-of-Spain, poszukiwania statku obejmowały 33 100 mkw |
| kwiecień 2000        | zaginięcie frachtowca „Gran Rio R” u wybrzeży Indii Zachodnich |
| 14 sierpnia 2000     | odnalezienie opuszczonego statku rybackiego „Hemmingway” |
| 23 września 2002     | zaginięcie frachtowca „Fiona R” |
| 25 listopada 2003    | odnalezienie opuszczonego statku „Peanuts Too” na południe od Bermudów |
| 22 czerwca 2005      | zaginięcie awionetki Piper PA-23 Apache między Treasure Cay Island na Bahamach a Fort Pierce na Florydzie. Na pokładzie były trzy osoby.                                                                                     |
| czerwiec 2006        | odnalezienie opuszczonego kubańskiego statku rybackiego „La Curra” |
| 17 czerwca 2008      | zaginięcie Marcosa Aeguellesa ze statku wycieczkowego w pobliżu Soldier Key na Florydzie |
| lipiec 2015          | zaginięcie dwóch chłopców, Austina Stephanosa i Perry’ego Cohena, którzy wybrali się w swojej 19-stopowej łodzi na wyprawę wędkarską. Łódź została odnaleziona rok później u wybrzeży Bermudów, po chłopcach nie było śladu. |

     Incydenty lotnicze

## Hipoteza wyjaśniająca katastrofy
Prawdopodobnym wyjaśnieniem tajemniczych zaginięć są sporadyczne erupcje metanu z podwodnych złóż w tych rejonach. Bąble metanu wydobywające się ze szczelin w dnie oceanu powiększają się w miarę wypływania na powierzchnię do ogromnych rozmiarów. Powstały z wody i pęcherzyków metanu płyn ma gęstość znacznie niższą niż woda, przez co znajdujące się w nim statki tracą wyporność i toną.
Hipoteza o wydobywających się na powierzchnię dużych ilościach metanu może wyjaśniać również katastrofy samolotów, jednak ich fizyczny mechanizm nie jest oczywisty. Po wypłynięciu na powierzchnię, metan nie tylko unosi się konwekcyjnie ku górze, ale również miesza się z powietrzem i jest unoszony przez wiatr. Na wysokości przelotowej samolotów, stężenie metanu może być zatem zbyt małe, by bezpośrednio oddziaływać na przelatujące samoloty.
Przy dużym stężeniu metanu jego mieszanka z powietrzem uległaby pod wpływem pracy silników zapłonowi i eksplozji, jednak minimalne stężenie metanu, przy którym byłoby to możliwe (tzw. dolna granica wybuchowości) wynosi 5%. Uzyskanie tak wysokiego stężenia na wysokości przelotowej samolotów jest jednak mało prawdopodobne. Niemniej, nawet obecność metanu w stężeniach nieprzekraczających dolnej granicy wybuchowości, może powodować zakłócenia pracy silników lotniczych – zawarty w powietrzu metan powoduje bowiem nadmierne wzbogacenie mieszanki paliwowo-powietrznej i w konsekwencji niestabilną pracę lub awarię silników.
Ponadto nawet jeśli metan nie dotarłby do samego samolotu w ilościach zagrażających pracy silników, samo jego wydzielanie się i mieszanie z warstwami powietrza poniżej samolotu powoduje zmiany gęstości i w konsekwencji pionowe ruchy mas powietrza (lub powietrza wymieszanego z metanem) oraz turbulencje. Niespodziewający się ich pilot może wykonać manewr, który w konsekwencji doprowadzi do utraty sterowności i nagłego spadku wysokości samolotu opuszczającego strefę wznoszących się prądów powietrza.